# Minh Lộc
Minh Lộc là xã ven biển thuộc huyện Hậu Lộc, tỉnh Thanh Hóa, Việt Nam.

## Diện tích và dân số
Xã Minh Lộc có diện tích 4,44 km².
Dân số của xã Minh Lộc:
- Theo Tổng điều tra dân số năm 1999: 12.120 người[1].
- Theo Tổng điều tra dân số năm 2009: 12.828 người với 2.919 hộ gia đình, gồm 6.360 nam và 6.468 nữ[2].

## Địa giới hành chính
Xã Minh Lộc nằm ở phía đông của huyện Hậu Lộc.
- Phía đông giáp vịnh Bắc Bộ;
- Phía nam giáp các xã Hải Lộc và Hòa Lộc;
- Phía tây giáp các xã Phú Lộc và Hoa Lộc;
- Phía bắc giáp các xã Hưng Lộc và Ngư Lộc.

## Hành chính
Xã Minh Lộc được chia thành 8 thôn: Minh Hải Minh Đức, Minh Hùng, Minh Thắng, Minh Thanh,Minh Thịnh, Minh Thọ, Phú Thành